# 新塚谷駅
新塚谷駅（しんつかたにえき）は、石川県江沼郡山中町（現:加賀市山中温泉）塚谷町に存在した北陸鉄道山中線の駅である。1971年（昭和46年）、同線の廃線に伴い廃駅となった。

## 歴史
- 1928年（昭和3年）：温泉電軌の塚谷駅として開業。
- 1929年（昭和4年）：新塚谷駅に改称。
- 1943年（昭和18年）10月13日：合併により北陸鉄道の駅となる。
- 1971年（昭和46年）7月11日：山中線廃止により廃駅。

## 駅構造
片面ホーム1面1線の無人駅。

## 隣の駅
北陸鉄道
山中線
山中駅 - 新塚谷駅 - 新家工業前駅